# Memento Mori (film)
Pour les articles homonymes, voir Memento Mori.
Série
Whispering Corridors
(1998) Whispering Corridors 3: Wishing Stairs
(2003)
Pour plus de détails, voir Fiche technique et Distribution.
Memento Mori (여고괴담 두번째 이야기, Yeogogoedam dubeonchae iyagi) est un film sud-coréen réalisé par Kim Tae-yong et Min Gyoo-dong, sorti en 1999. C'est le deuxième épisode de la série Whispering Corridors.

## Synopsis
Min-Ah, étudiante dans un lycée de jeune fille coréen, tombe par hasard sur un journal intime et découvre qu'il est écrit par deux étudiantes de son lycée, Hyo-Shin et Shi-Eun, qui entretiennent plus ou moins des relations homosexuelles. Tout bascule lorsqu'une des deux amantes se suicide et que la deuxième s'en désintéresse. Min-Ah est alors sujette à des hallucinations provoquées par cet événement tragique.

## Fiche technique
- Titre : Memento Mori
- Titre original : 여고괴담 두번째 이야기 (Yeogogoedam dubeonchae iyagi)
- Réalisation : Kim Tae-yong et Min Gyoo-dong
- Scénario : Kim Tae-yong et Min Gyoo-dong
- Production : Lee Chun-yeon
- Musique : Jo Seong-woo
- Photographie : Kim Yun-su
- Montage : Kim Sang-bum
- Direction artistique : Lee Dae-hun
- Pays d'origine :  Corée du Sud
- Langue : coréen
- Format : Couleurs - 1,85:1 - Dolby Digital - 35 mm
- Genre : Horreur, fantastique, drame et romance
- Durée : 98 minutes / 186 minutes (director's cut)
- Dates de sortie : 24 décembre 1999 (Corée du Sud), 8 mai 2002 (France)

## Distribution
- Kim Min-sun : Min-ah
- Park Yeh-jin : Hyo-shin
- Lee Young-jin : Shi-eun
- Baek Jong-hak : Mr. Goh
- Kim Min-hie : Yeon-an
- Gong Hyo-jin : Ji-won

## Autour du film
- Memento mori a été présenté hors compétition au Festival du film fantastique de Gérardmer 2001.
- Les deux réalisateurs préfèrent le titre anglais Memento Mori plutôt que l'original Yeogo goedam II.
- Memento mori est une expression latine signifiant « Souviens-toi qu'il faut mourir », ou bien « Souviens-toi que tu es mortel ».

## Récompenses
- Nomination au prix du meilleur film, lors du festival Fantasporto 2001.
- Nomination au prix du meilleur film, lors du Festival du film de Paris 2001.
- Nomination au grand prix du jury, lors du Festival international du film de Slamdance 2001.
- Prix vision du cinéma, lors du Festival international du film de Slamdance 2001.